# شهرستان سرنورسکی
شهرستان سرنورسکی (به لاتین: Sernursky District) یک شهرستان در روسیه است که در ماری ال واقع شده‌است.